# 福昌寺 (中津川市)
福昌寺（ふくしょうじ）は、岐阜県中津川市駒場にある曹洞宗の寺院。山号は東光山。本尊は薬師瑠璃光如来。恵那中部八十八ヶ所の第八四番。

## 歴史
恵那市大井町稲荷山長国寺誌に、福昌寺はもと現應寺と称したと記されている。
過去に中津川市駒場の津島神社のあたりに「げんのう」という地名があったことや、付近から五輪塔など出土したことが古老の伝えにあるが詳かでない。
豊臣秀吉の没年月日、慶長3年(1598年)8月18日に、開山・殺心存能和尚示寂と記録されているので、開創は慶長以前と推定される。
殺心和尚については曹洞宗系譜に見当らず、或は他宗かとも思われる。
開基は木曾氏の一族で、江戸時代に尾張藩の重臣となった、千村平右衛門良重である。
元禄11年(1698年)長国寺四世・当寺開山舟山春瑞示寂、
更に50年を経て寛延元年(1748年)開法大興義雄示寂と墓所に記されており、この頃より長国寺の法系寺院となったものと思われる。
天保年間(1830～1843年)火災により再建された。殆どの古文書類が失われており惜しまれる。

## 大岩薬師
福昌寺には千村平右衛門良重の筆になる、薬師堂寺領の永代寄進状が残っている。
元和元年(1615年)、駒場桃山に寺領2反を、薬師堂地として永代寄進するという内容である。
大岩薬師像は岩窟の中にあり、右手に与願の印、左手に薬壺を持つ立姿の石像である。
岩窟の壁には、「享保七寅八月十六歳」の朱書があり、石柱には「享保十八丑七月」と刻されている。
この頃には草庵があり数人の僧侶が居住していたが、文化年間(1804年～1818年)に焼失したと伝わる。
閑寂な場所にあり、消災除厄・万病平癒の祈願所として、香烟の絶えることなく、4月12日の例大祭は盛大である。
大岩薬師は恵那中部八十八ヶ所の第八十七番と第八十八番(廃寺となった信貴山の分)の札所ともなっている。
中津川市駒場字大岩にあり、桃山公園の南西に位置している。